# 挺茎贝母兰
挺茎贝母兰（学名：Coelogyne rigida）为兰科贝母兰属下的一个种。其种加词“rigida”来源于拉丁文“rigidus”，意为“坚硬的，僵硬的”。